# کلارا هاسکیل
کلارا هاسکیل (به انگلیسی: Clara Haskil) ‏ (۷ ژانویه ۱۸۹۵ در بخارست – ۷ دسامبر ۱۹۶۰ در شهر بروکسل) نوازندهٔ پیانوی کلاسیک اهل رومانی بود.
شهرت او به واسطهٔ ترجمه مجموعه‌های کلاسیک و عاشقانه قدیمی بود. به ویژه ثبت کردن قطعه‌هایی از موزارت؛ و ثبت کردن و نوشتن نت‌هایی از بتهوون، شومان و اسکارلاتی. علاوه بر آن او برای اجراهای خودش با پیانو نیز نت‌نویسی می‌کرد. بدون شک کلارا یکی از بزرگترین پیانیست‌هایی است که آثار موزارت را بطرز شگفت‌آوری اجرا می‌کرد.

## زندگی‌نامه
هاسکیل در یک خانواده یهودی سفاردی در بخارست رومانی به دنیا آمد. وی ابتدا در شهر وین نزد ریشارد روبرت آموزش دید. هاسکیل سپس در سن ۱۰ سالگی به پاریس نقل مکان نمود جایی که تحت نظر ژوزف مورپان آموزش دید. وی در همان سال آلفرد کورتو در کنسرواتوار پاریس تحصیل نمود و در سن ۱۵ سالگی درحالیکه جایزه اول کنسرواتوار (Premier Prix) را به خود اختصاص داده بود، از این مرکز هنری فارغ‌التحصیل گشت. همه چیز حکایت از آینده‌ای درخشان داشت، اما موانع و مشکلات فراوان بودند. این مشکلات تنها به شرایط بد مالی محدود نمی‌شد، بلکه جریانات سیاسی نیز در آینده این نوازنده نقش مهمی داشتند. کلارا موسیقی‌دانی بسیار حساس بود که از بودن در مقابل تماشاگر و به‌طور کلی از صحنه و اجرا در مقابل مردم هراس داشت و همین موضوع باعث می‌شد که غالباً بعد از اجرای کنسرت نداند که تشویق تماشاگران برای اجرای زیبای اوست یا از روی ترحم.

از هنگام کودکی به بیماری‌های گوناگون دچار گشته و اغلب نیز رنگ پریده و بیمار بنظر می‌رسید. 

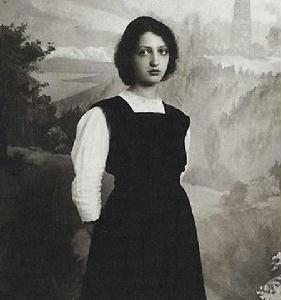
کلارا هاسکیل

کلارا با نوازندگان و موسیقی‌دان برجسته‌ای همچون ژرژ انسکو که او نیز رومانیایی بود، پابلو کازالز، آیزاک استرن، آرتور گرومیو و اوژن ایزایی کنسرت‌های متعددی در تمام اروپا اجرا نمود.
او به عنوان یک سولیست تحت رهبری بسیاری از رهبران بزرگ ارکستر زمان خود، از جمله جان باربیرولی، سر توماس بیچام، آدریان بولت، ایگن یخوم، هربرت فون کارایان، رودولف کمپه، ولفگانگ زاوالیش، گئورگ سالتی و لئوپولد استوکوفسکی پیانو نواخت.
در سال‌های ۱۹۵۰ بود که وی توانست خود را به عنوان یک پیانیست توانا به مردم بشناساند. گواه این موضوع، صفحات موزیک وی هستند که برای کمپانی‌های مختلف ضبط گردید.
در سال‌های دهه ۱۹۵۰ مشکلات مالی وی بر طرف گردید و زندگی برای کلارا اندکی راحتر شد اما همه اینها در سلامتی او تأثیرگذار نبود. در نهایت وی در اثر سقوط از پله‌های ایستگاه راه‌آهن بروکسل در ۷ دسامبر ۱۹۶۰ و در سن ۶۵ سالگی درگذشت و در گورستان مون‌پارناس به خاک سپرده شد.

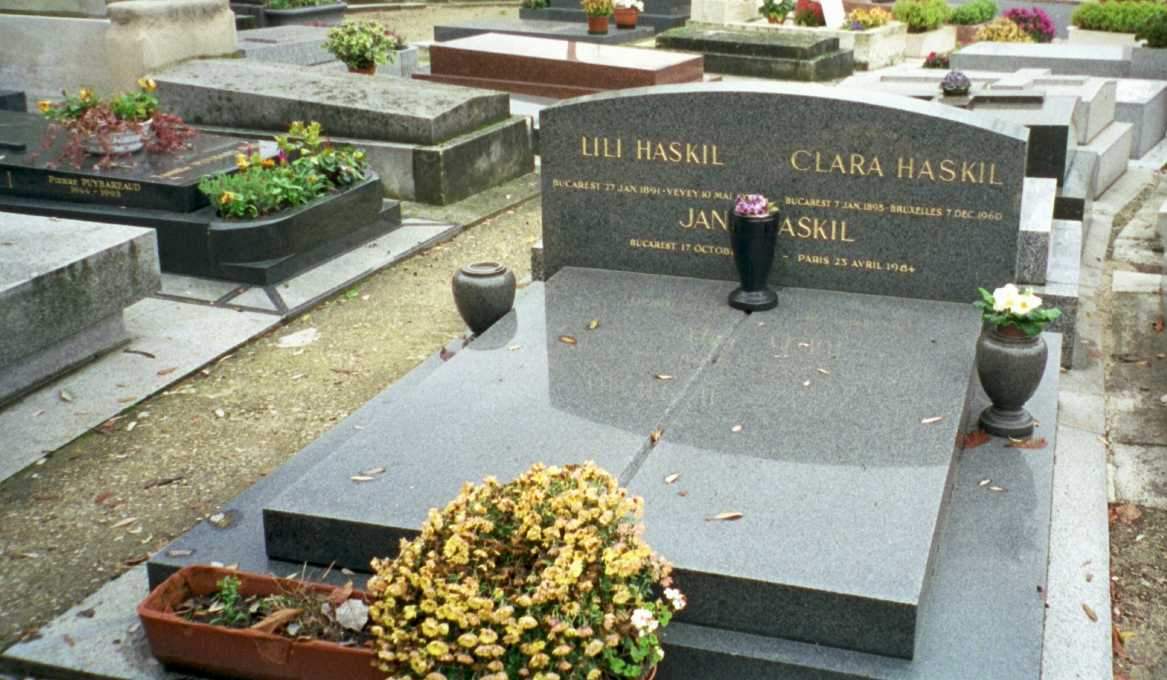
آرامگاه کلارا هاسکیل در گورستان مونپارناس، پاریس

## جایزه کلارا هاسکیل
مسابقهٔ بین‌المللی پیانوی کلارا هاسکیل از سال ۱۹۶۳ و هر دو سال یکبار برای احترام و جاودانه ساختن خاطرهٔ او در شهر وو وه در کشور سوئیس برگزار می‌شود.
در هر دوره از این مسابقه پیانیست‌های جوانی از سراسر جهان در آن شرکت می‌کنند. کسانی که ایده‌های الهام گرفته شده از او را دنبال می‌کنند و او را سرمشق خود قرار داده‌اند.